# Kunstflidslotteriet
Kunstflidslotteriet eller Frederiksborglotteriet (egentlig: Bortlodningen af indenlandske Konst- og Konstflidsarbeider for at fremme Samvirken mellem Konst og Haandværk) var et dansk lotteri, der blev oprettet november 1860 for at skaffe penge til genopbygningen af Frederiksborg Slot, som nedbrændte i 1859.
Lotteriet, som var i gang i flere år, bød hvert år på en række gevinster af datidig kunst- og kunstindustri, såsom sølvtøj, møbler og porcelæn. Lodderne kostede 2 mark og 8 skilling stykket. Flere af tidens kunstnere fik opgaver for lotteriet, især Heinrich Hansen, som tegnede møbler (der bl.a. blev udført af Severin & Andreas Jensen), og som også var en nøglefigur ved slottets genopbygning. Også Hans J. Holm og Vilhelm Dahlerup tegnede møbler til lotteriet. Mange af de udloddede møbler var i Rosenborg-stil og dermed stilistiske bearbejdninger af det brændte slots inventar. Andre medvirkende var dekupør C. Rønne, billedskærer Wille og guld- og sølvvarefabrikant Vilhelm Christesen.
De fleste af sølvtøjsgevinsterne var tegnet af billledhuggeren C.C. Peters i løbet af 1860'erne i græsk og kinesisk stil og næsten alle uden undtagelse udført på Vilhelm Christesens værksted. Alle lotterigevinster bærer to mærker; lotteriets bomærke (En engel med hammer eller en putto med symboler for tegning) og et kunstnerstempel.
Kabinetssekretær J.P. Trap var formand for lotteriets bestyrelse. Et andet bestyrelsesmedlem var Johan Adam Schwartz.